# Strömsunds pastorat
Strömsunds pastorat är ett pastorat i Norra Jämtlands kontrakt i Härnösands stift i Svenska kyrkan. Administrationen ligger i Strömsund. Pastoratskoden är 101311.
Pastoratet bildades 2009 och omfattar följande församlingar:
- Ström-Alanäs församling före 2013 Ströms församling och Alanäs församling
- Bodums församling
- Fjällsjö församling
- Gåxsjö församling
- Hammerdals församling
- Tåsjö församling
- Frostvikens församling från 2018[2]

Pastoratet hade inledningsvis namnet Ströms pastorat.